# Una strada verso il domani 2 - Ku'damm 59
Una strada verso il domani 2 - Ku'damm 59 (Ku'damm 59) è una miniserie televisiva tedesca trasmessa dal 18 al 21 marzo 2018 sul canale ZDF.
La trilogia televisiva ruota attorno alla generazione di giovani degli anni 50 nel periodo tra la fine della Seconda Guerra Mondiale e il Wirtschaftswunder tedesco, narrando la storia di una madre conservatrice e delle sue tre figlie in età da matrimonio.
In Italia, la miniserie è stata trasmessa in sole due puntate dal 30 al 31 agosto 2018.

## Trama
Ku'damm 59 continua la storia di Caterina Schöllack e delle sue figlie Monika, Helga ed Eva. Le vicende narrate tengono in considerazione nuovi sviluppi personali e famigliari.

## Puntate
| nº             | Titolo originale              | Titolo italiano | Prima TV Germania | Prima TV Italia                           |
| -------------- | ----------------------------- | --------------- | ----------------- | ----------------------------------------- |
| 1              | Nicki und Freddy machen Musik |                 | 18 marzo 2018     | \| 30 agosto 2018 \| \| 31 agosto 2018 \| |
| 2              | Der Skandal                   |                 | 19 marzo 2018     | \| 30 agosto 2018 \| \| 31 agosto 2018 \| |
| 3              | Im Urwald                     |                 | 21 marzo 2018     | \| 30 agosto 2018 \| \| 31 agosto 2018 \| |
| 30 agosto 2018 |                               |                 |                   |                                           |
| 31 agosto 2018 |                               |                 |                   |                                           |